# Nguyên Trinh Hoàng hậu (Lý Bính)
Độc Cô phu nhân (thụy hiệu: Nguyên Trinh hoàng hậu 元貞皇后, không rõ năm sinh năm mất), người Tiên Ti, họ kép Độc Cô, nguyên quán Lạc Dương, Hà Nam, là phu nhân của Trụ Quốc đại tướng quân Lý Bính, mẫu thân của Đường Cao Tổ Lý Uyên, vị hoàng đế khai quốc của nhà Đường trong lịch sử Trung Quốc.

## Tiểu sử
Độc Cô thị là con gái thứ tư của Thái bảo, Đại tông bá, Vệ Quốc công nhà Bắc Chu là Độc Cô Tín. Bà có một người chị là Minh Kính hoàng hậu của Minh Đế nhà Bắc Chu và một người em gái là Văn Hiến Hoàng Hậu Độc Cô Già La của Tuỳ Văn Đế.
Độc Cô thị được gả cho Đường Quốc công Lý Bính, sinh được một trai một gái. Con trai về sau chính là Đường Cao Tổ Lý Uyên, con gái về sau phong làm Đồng An công chúa.
Năm Thiên Hòa thứ 7 triều Bắc Chu (572), Lý Bính mất, con trai bà là Lý Uyên nối ngôi Đường Quốc công. Độc Cô thị trị gia nghiêm cẩn, vô cùng uy nghiêm, những năm về già, bà nhiều bệnh, khó ở, tính khí thất thường, người hầu đều bị mắng chửi. Chỉ có vợ của Lý Uyên là Đậu thị ngày đêm chuyên tâm thang thuốc, không oán than điều gì, nên có tiếng là con dâu hiền. Đậu thị là con gái của Tương Dương Trưởng công chúa nhà Bắc Chu. Không rõ Độc Cô thị qua đời khi nào.
Năm Vũ Đức nguyên niên (618), Lý Uyên đoạt ngôi của nhà Tùy và xưng Hoàng đế. Ngày 22 tháng 6 ÂL năm đó, truy tôn Độc Cô thị làm Nguyên Trinh hoàng hậu (元貞皇后).
Một số nhà sử học cho rằng bà là một tín đồ Kitô hữu Nestoriô.

## Phim ảnh
| Năm  | Phim ảnh        | Diễn viên | Nhân vật      |
| 2018 | Độc Cô thiên hạ | Lý Y Hiểu | Độc Cô Mạn Đà |